# Attention... Je pique !
Attention... Je pique ! est une pièce de théâtre française pour la télévision écrite par Michèle Angot, adaptée et réalisée par Ange Casta. 
Cette comédie a été représentée et diffusée en direct pour la première fois à la télévision, le jeudi 31 décembre 1959 sur l'unique première chaîne de la R.T.F. Télévision à 16 h 30, dans le cadre de l'émission de William Magnin, « L'Antenne est à nous ». 

## Résumé
L'action se déroule en 1880. Aristide Balluche, célèbre arracheur de dents s'installe dans un appartement ayant été occupé précédemment par l'ambassade d'un pays lointain. Il en reprend à son propre, service le valet qu'il y trouve, un dénommé Germain. Ce soir de réveillon du nouvel an, une réception doit être organisée et vont s'y croiser des personnalités fort éclectiques : la fille d'Aristide Balluche, monsieur Mont-Louisard, patient qui souffre d'une intense rage de dents qui est pris pour un autre, un certain Petit-Dupont, un tout jeune marmiton ainsi que l'illustre agent de police XYZ. Mais on va découvrir qu'un attentat se prépare par erreur et qu'une bombe fait son apparition.

## Autour de la production
L'émission est citée par Arthur Conte dans son livre Le 1er janvier 1960, qui relate sa rediffusion en Algérie (alors encore française) en léger différé, le 31 décembre 1959, une soirée qu'il qualifie de « programme impérial ».
Ange Casta est connu pour avoir été l'assistant réalisateur de Jacques Becker et de Raymond Rouleau. La scénariste et auteure Michèle Angot, signe ici sa première œuvre télévisuelle notable. Elle produira ultérieurement des contes, pièces radiophoniques et téléfilms destinés à la jeunesse dont plusieurs avec le même réalisateur, Ange Casta.
La musique est signée Yves Claoué, les décors sont de Paul Pélisson et les costumes de Christiane Coste.
Le jeune Patrick Dewaere alias « Patrick Maurin » est alors âgé de 12 ans. Le protagoniste principal Marco Perrin est crédité sous son patronyme officiel, « Jean Markovitch ».

## Distribution
- Marco Perrin : (crédité Jean Markovitch) L'arracheur de dents
- Jacques Ciron : Germain, le valet
- Jacqueline Corot : La fille de l'arracheur de dents.
- Paul Crauchet : Le militant
- Robert Destain : Le patient
- Patrick Dewaere (crédité Patrick Maurin) : le marmiton
- André Gille : Petit-Dupont